# Литвинова, Людмила Анатольевна
Людми́ла Анато́льевна Литви́нова (род. 8 июня 1985, Липецк) — российская легкоатлетка, специализирующаяся в беге на 200 и 400 метров. Заслуженный мастер спорта России. Бронзовый призёр чемпионата мира в эстафете 4х400 м.
В 2016 году решением МОК была лишена серебряной награды Олимпийских игр 2008 года в эстафете 4×400 м из-за дисквалификации российской команды после обнаружения положительных допинг-проб у Татьяны Фировой и Анастасии Капачинской.

## Биография
Людмила Литвинова родилась и выросла в Липецке. Окончила с золотой медалью лицей № 44. С 2004 года учится в Техасском университете в Остине Удостоена почетной степени бакалавра..
Тренировалась под руководством родителей — Анатолия Васильевича и Татьяны Михайловны Литвиновых.
В 2007 году Литвинова была включена в состав национальной сборной команды. В 2007 году на Чемпионате России и завоевала III место в состязаниях по бегу на 400 метров. В том же сезоне участвовала в Чемпионате Европы в турнире среди молодежи и завоевала золотую медаль. После, на Чемпионате Мира на эстафете 4×400 метров и завоевала IV место.
2 августа 2009 года награждена медалью ордена «За заслуги перед Отечеством» II степени.
28 августа 2009 года Людмила Литвинова вышла замуж за массажиста сборной команды России по легкой атлетике Алексея Косенкова.

## Результаты
Лучшие результаты по годам и место в списке мирового сезона
| Год   | 2006  | 2007  | 2008  | 2009  | 2010 | 2011  | 2012  |
| ----- | ----- | ----- | ----- | ----- | ---- | ----- | ----- |
| 400 м | 51,99 | 51,25 | 50,62 | 50,27 |      | 50,92 | 50,61 |
| Место | 76    | 37    | 16    | 10    |      | 19    | 18    |